# 弗雷克嶺
70°49′S 166°13′E / 70.817°S 166.217°E
弗雷克嶺（英語：Frecker Ridge）是南極洲的山嶺，位於維多利亞地的威廉斯角和阿代爾角之間，屬於阿納雷山脈的一部分，處於基爾克比冰川西面，全長9公里，以澳大利亞探險隊成員命名。